# 田中幾三郎
田中 幾三郎（たなか いくさぶろう、1896年（明治29年）12月10日 - 1967年（昭和42年）11月2日）は、大正から昭和期の弁護士、政治家。衆議院議員。

## 経歴
三重県北牟婁郡尾鷲町矢ノ浜町（現尾鷲市）で生まれる。代用教員などを務め、苦学して1920年（大正9年）日本大学専門部法律科を卒業。高等試験司法科試験に合格し弁護士を開業した。内閣拓殖局嘱託、東京地方裁判所司法委員、民主法曹協会会長などを務めた。
1952年（昭和27年）10月、第25回衆議院議員総選挙に三重県第2区から右派社会党公認で出馬したが落選。1953年（昭和28年）4月の第26回総選挙に出馬して初当選。以後、第29回総選挙まで再選され、衆議院議員を連続4期務めた。この間、裁判官弾劾裁判所裁判員、国土総合開発特別委員会委員、日本社会党三重県支部連合会長、同顧問、同党綱紀粛正特別委員長などを務めた。民主社会党の結成に加わり、同党政策審議会法務部長、同選挙対策副委員長、同三重県連合会長、同国会対策委員長などを歴任した。その後、第30回総選挙に立候補したが次点で落選した。